# Mikaszewo
Mikaszewo – jezioro na Równinie Augustowskiej. Jest częścią systemu wodnego Kanału Augustowskiego. 
Powierzchnia jeziora wynosi 128 ha, długość 3,8 km, a szerokość do 6 km. Lustro wody na wysokości 114 m n.p.m.
Nad jeziorem leży wieś Mikaszówka.
Jezioro leży na szlaku kajakowym od jeziora Wigry do Augustowa.